# ماهی‌خورک سبز و حنایی
 ماهی‌خورک سبز و حنایی (نام علمی: Chloroceryle inda) نام یک گونه از سرده ماهی‌خورک سبز آمریکایی است.